# Hans Hofer (Regisseur)
Hans Hofer (* 1983 in Schlanders, Südtirol) ist ein österreichischer Regisseur und Drehbuchautor.

## Leben und Karriere
Hans Hofer wuchs in Südtirol auf und studierte an der Filmakademie Wien. Sein bekanntestes Werk ist der Spielfilm Zweisitzrakete (2013), bei dem er Regie führte.

## Filmografie (Auswahl)
- 2013: Zweisitzrakete
- 2018–2020: Marie fängt Feuer (TV-Filmreihe)
- 2021: Die Chefin (TV-Serie)
- 2023: Entführen für Anfänger (TV-Film)
- 2024: Die Liesl von der Post – Jugendsünden (Fernsehreihe)
- 2024: Die Liesl von der Post – Klapperstorch (Fernsehreihe)
- 2024: Bis auf Weiteres unsterblich
- 2025: Der Bozen-Krimi – Das vierte Opfer
- 2025: Der Bozen-Krimi – Blutrot